# Світлик Богдана-Марія Юліанівна
Богдана-Марія Юліанівна Світлик (Псевдо: «Марія Дмитренко», «Доля», «Ясна», «Світла»; 24 квітня 1918, м. Перемишль — 29 грудня 1948, с. Либохора, Славський район, Дрогобицька область) — українська письменниця; воячка УПА, керівниця Львівського міського жіночого проводу ОУН.

## Життєпис
Народилася 24 квітня 1918 року в Перемишлі, у двадцятих роках з батьками переїхала до Львова, вчилася в гімназії сестер василіянок, жіночій гімназії, після якої 1936 вступила на факультет класичної філології Львівського університету.
За активну підпільну діяльність в ОУН навесні 1939 року була арештована польською поліцією, засуджена й ув'язнена в тюрмі «Бригідки». Там ділили з нею долю по тій же справі Люба Шевчик і Надія Курнатович. Звільнена з тюрми у вересні 1939 року, вона продовжує підпільну роботу, але вже в інших умовах.
У лавах ОУН та УПА активно діє як член підпільних редакцій «Смолоскип», «Ідея і Чин», різних видань осередку пропаганди ОУН і бюро інформації УГВР. У підпіллі Світлик користувалася псевдонімом «Ясна Світлана», а в літературних творах «Марійка Дмитренко». Від 1945 року була дописувачкою головного журналу УПА «Повстанець».
Наприкінці 1944 — на початку 1945 рр. виступила зв'язковою при спробі налагодити мирні переговори між представниками Проводу ОУН і радянською владою. «Світлану» відправив «зондувати ґрунт» керівник розвідувально-інформаційного відділу референтури СБ проводу ОУН в Західній Україні «Мікушка» (Григорій Пришляк). У свою чергу, останнього до цього спонукали зверхники — члени Проводу ОУН(б) Яків Бусол («Галина») і Дмитро Маївський («Тарас»), прямі представники керівництва ОУН і УПА на чолі з Романом Шухевичем.
Її чоловік, Зенон Литвинко, родом зі Стрия, закінчив гімназію в Рогатині, брав участь у підпільній роботі, вчився в лісничій академії, вступив у ряди дивізії «Галичина» і, правдоподібно, безвісти загинув у боях під Бродами.
У грудні 1941 року народила сина Андрія, та боячись переслідування родини, їде в Жидачів, передає сина на виховання своїй матері, яка усиновила його і дала інше прізвище.
29 грудня 1948 року загинула у бою з енкаведистами поблизу села Либохора.

## Творчість
Під псевдонімом «Марія Дмитренко»:
- опововідання «Михайлик» — оповідання на повстанську тематику. Про сільського хлопчика Михайлика, що боровся проти більшовицького окупанта в лавах УПА.[8][9][10]
- оповідання «Учителька» — оповідання про молоду вчительку зі Сходу, яка, опинившись в західноукраїнському селі, змогла зрозуміти справжню суть і долучитися до повстанського руху.[11][12][13]

- стаття «Нехай вічна буде слава, що през шаблі маєм права…».[2]

- оповідання «Семпер Фіделіс»[14][15]
- новела «Героїка».[16]
- оповідання «Підслухане і підглянене»[17]
- оповідання «Під бузиною».[18]

Під пседонімом «Богдан Калина» відома, як авторка націоналістичної літератури:
- «Господар»
- «Увирвана нитка»
- оповідання «Хам» — оповідання з повстанського життя про більшовиків які боролися з українським підпіллям на Станіславщині.[20]
- «Друг Карпо».

## Нагороди
Згідно з Наказом Головного військового штабу УПА ч. 3/47 від 5.12.1947 р. співробітниця Головного осередку пропаганди при проводі ОУН Богдана Світлик — «Дмитренко» нагороджена Бронзовим хрестом заслуги УПА.

## Вшанування пам'яті
На честь воячки названо пластовий курінь УПЮ число 50 імені Богдани Світлик станиця Львів.